# Беккер, Александр Михайлович
Алекса́ндр Миха́йлович Бе́ккер (1 [14] декабря 1906, Санкт-Петербург — 11 июня 1966, Ленинград) — советский звукооператор кино.

## Биография
Родился 1 (14) декабря 1906 года в Санкт-Петербурге Российской империи.
Один из первых звукооператоров «Ленфильма».
Ушёл из жизни 11 июня 1966 года в Ленинграде.

## Фильмография
- 1932 — Гайль Москау (реж. Владимир Шмидтгоф)
- 1933 — Анненковщина (совместно с В. Юдицким; реж. Николай Береснев)
- 1934 — Чапаев (реж. Братья Васильевы)
- 1936 — Женитьба (реж. Эраст Гарин, Хеся Локшина)
- 1937 — Волочаевские дни (реж. Братья Васильевы)
- 1940 — Сказка о глупом мышонке (графический мультфильм; реж. Михаил Цехановский)
- 1942 — Оборона Царицына (реж. Братья Васильевы)
- 1943 — Белая роза (реж. Ефим Арон)
- 1943 — Фронт (реж. Братья Васильевы)
- 1946 — Во имя жизни (реж. Александр Зархи, Иосиф Хейфиц)
- 1947 — За тех, кто в море (реж. Александр Файнциммер)
- 1949 — Александр Попов (реж. Герберт Раппапорт, Виктор Эйсымонт)
- 1952 — Живой труп (реж. Владимир Венгеров)
- 1953 — Весна в Москве (реж. Иосиф Хейфиц, Надежда Кошеверова)
- 1953 — Враги (реж. Тамара Родионова)
- 1953 — Разбитые мечты (короткометражный; реж. Фридрих Эрмлер)
- 1954 — Укротительница тигров (реж. Александр Ивановский, Надежда Кошеверова)
- 1955 — Неоконченная повесть (реж. Фридрих Эрмлер)
- 1956 — Медовый месяц (реж. Надежда Кошеверова)
- 1956 — Одна ночь (реж. Максим Руф, Александр Музиль)
- 1958 — День первый (реж. Фридрих Эрмлер)
- 1958 — Дом напротив (короткометражный; реж. Аян Шахмалиева)
- 1959 — Актёр Николай Черкасов (реж. Александр Ивановский)
- 1960 — Гущак из Рио-де-Жанейро (реж. Александр Штаден)
- 1961 — Братья Комаровы (реж. Анатолий Вехотко
- 1962 — Когда разводят мосты (реж. Виктор Соколов)
- 1964 — Спящая красавица (фильм-балет; реж. Аполлинарий Дудко, Константин Сергеев)
- 1965 — На одной планете (реж. Илья Ольшвангер)

### Дубляж
Фильм указан по году, когда он был дублирован на русский язык.
- 1966 — Снова живой (ОАР) (реж. Изз Эль-Дин-Зульфикар)

## Награды
- Медаль «За трудовое отличие» (6 марта 1950) — за выдающиеся заслуги в развитии советской кинематографии, в связи с 30-летием[1]